# Dawka pokarmowa
Dawka pokarmowa — ilość paszy przeznaczona dla jednego zwierzęcia (grupy zwierząt) na dobę.

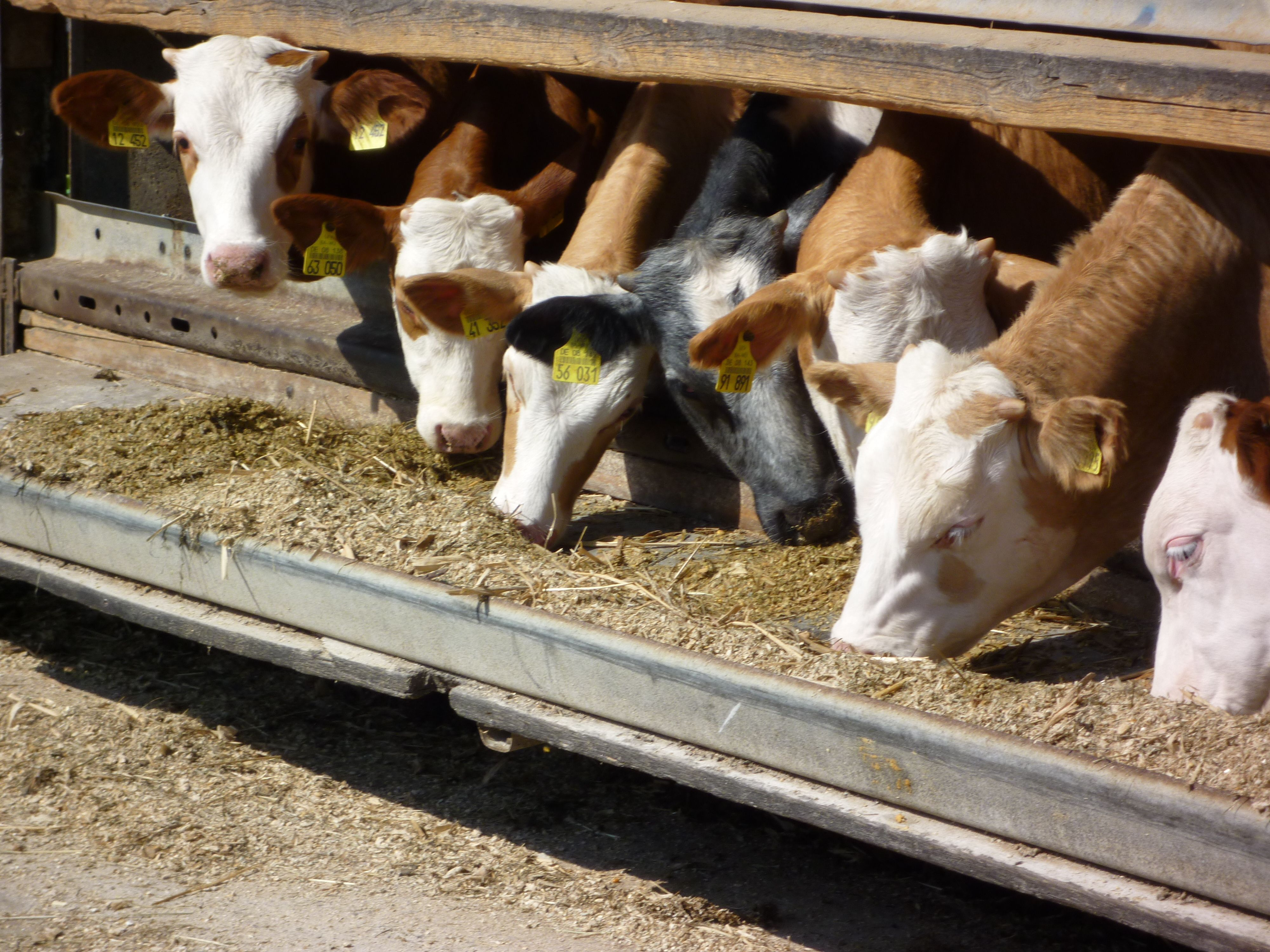
Bydło spożywające zadaną paszę.

Możliwe jest wyznaczenie dawki pokarmowej w odniesieniu do konkretnego celu produkcji np. przyrost 1 kg wagi żywej, uzyskanie 1 kg mleka.
Prawidłowo ułożona dawka pokarmowa spełnia następujące wymagania: 1. jest zgodna z normami żywieniowymi, 2. uwzględnia aktualne zapotrzebowanie na składniki pokarmowe związane z wiekiem, stanem fizjologicznym (ciąża, laktacja, choroba) oraz wysokością produkcji (wydajność mleczna), 3. składa się z różnorodnych pasz, które są zarówno odpowiednie dla danego zwierzęcia, jak i opłacalne ekonomicznie,
W żywieniu zwierząt wyróżnia się 6 typów dawek pokarmowych: obliczona, wymieszana, podana, pobrana, strawna, wykorzystana.